# Jumdzjaagijn Tsedenbal
Jumdzjaagijn Tsedenbal, född 17 september 1916, död 20 april 1991, var en kommunistisk politiker och Folkrepubliken Mongoliets ledare  1952–1984. Under hans politiska liv var han premiärminister och ordförande i Mongoliska folkets revolutionära parti.
Tsedenbal kom från en fattig herdefamilj och fick sin utbildning i ekonomi i Moskva. 1939 blev han finansminister och var under hela 1940-talet ordförande i styrelsen för Mongoliets statsbank.
1952 efterträdde Tsedenbal Tjojbalsan som partichef och landets premiärminister. Efter att han vunnit en maktkamp i partledningen framstod Tsedenbal som landets verklige ledare. Med Chrustjovs avstaliniserings som förebild avvecklade han 1958 den personkult som Tjojbalsan varit föremål för under sin levnad.
Tsedenbal förde en försiktig utrikespolitik under det Kalla kriget och trots att han samarbetade nära med Sovjetunionen så försökte han undvika att Mongoliet förvandlades till en sovjetrepublik. I brytningen mellan de sovjetiska och kinesiska kommunistpartierna tog han dock ställning för Sovjetunionen, vilket gjorde att han utsattes för häftig polemik från Kinas sida, särskilt under kulturrevolutionen.
Tsedenbal tvingades gå i pension 1984 på grund av sviktande hälsa. Hans fru Anastasia Filatova skall ha varit en av Mongoliets mäktigaste kvinnor då hon hade nära band till Leonid Brezjnev.